# 愛媛県道190号久米垣生線

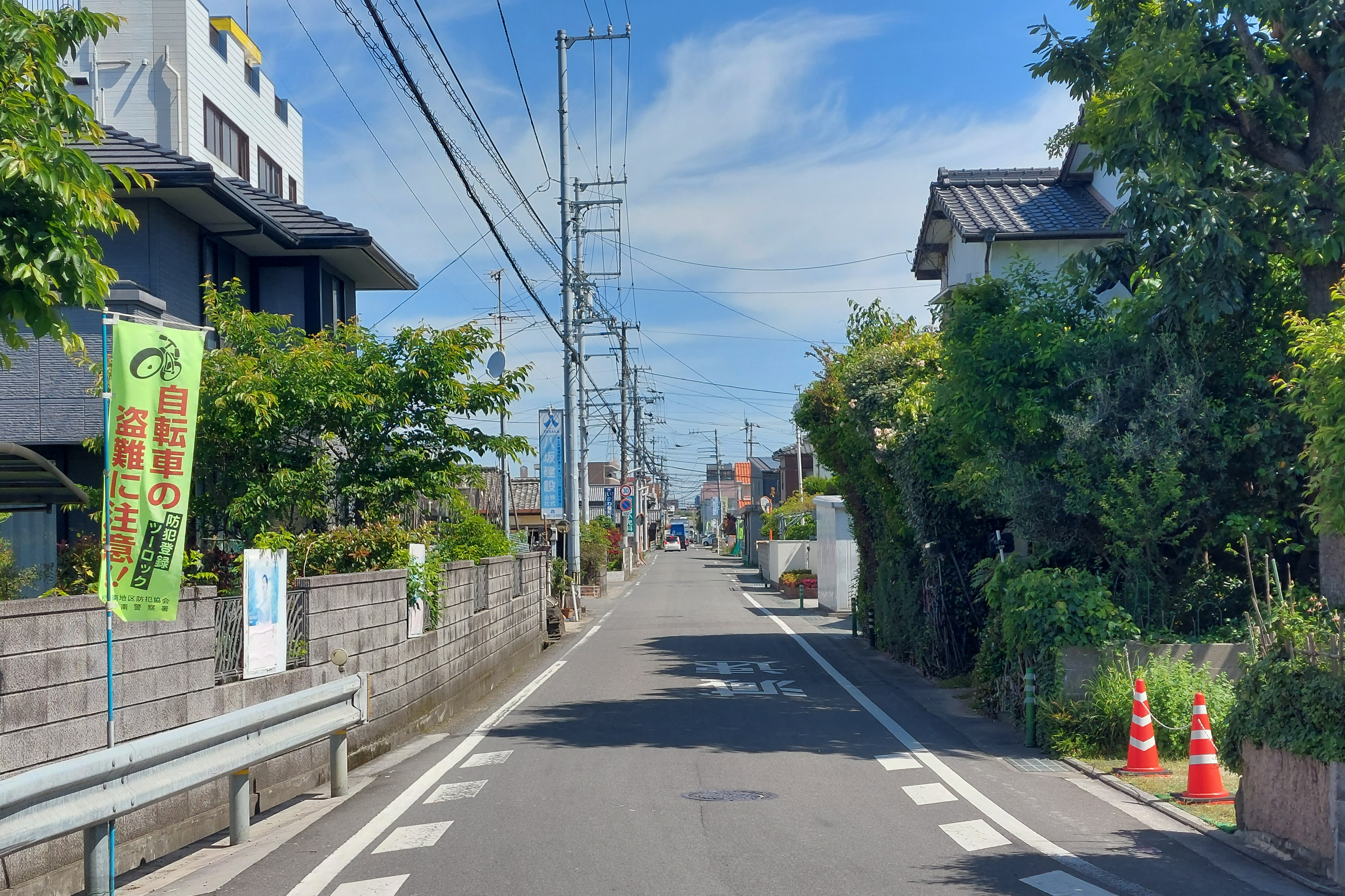
愛媛県道190号久米垣生線の1車線区間
松山市市坪南

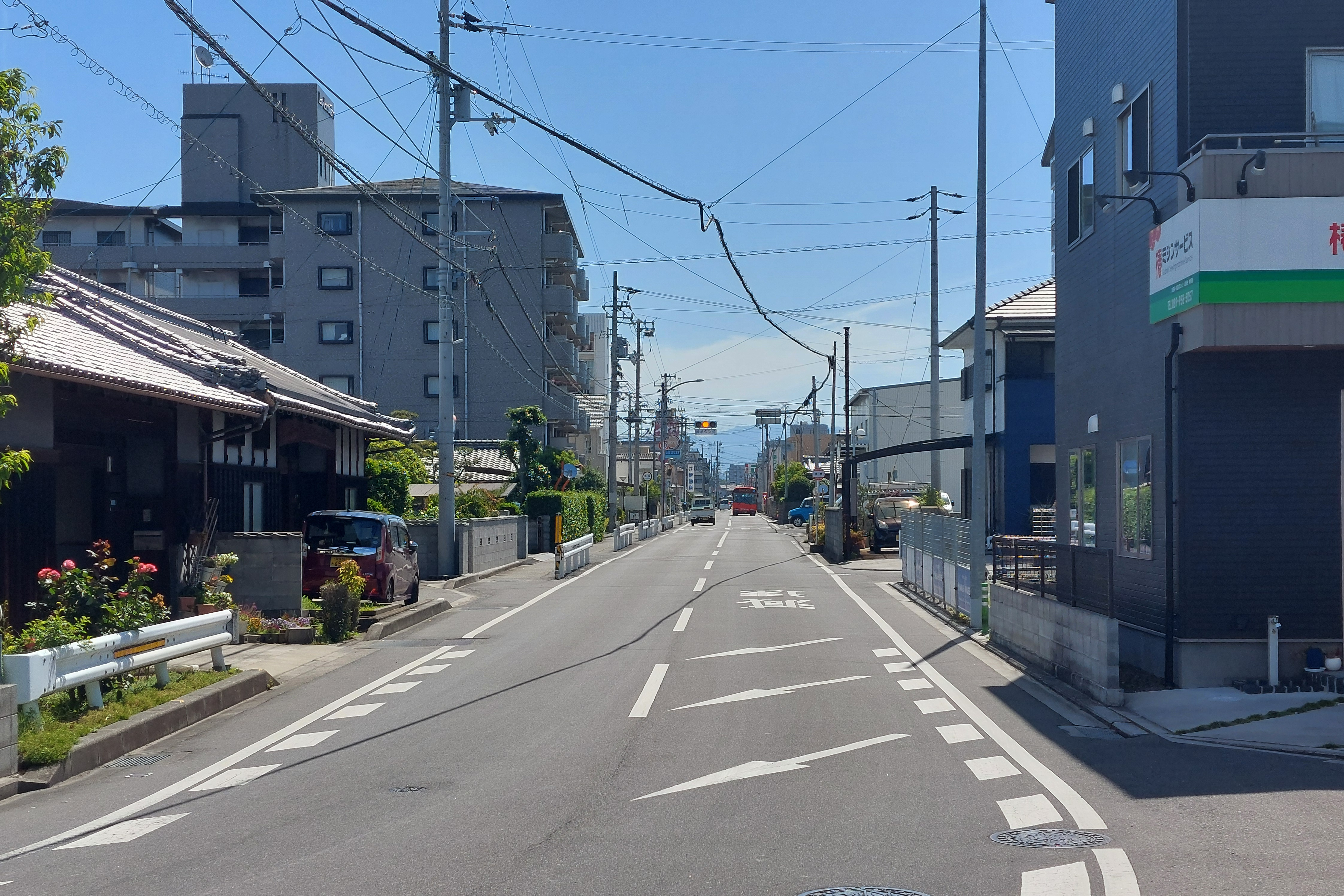
愛媛県道190号久米垣生線の2車線区間
松山市市坪南

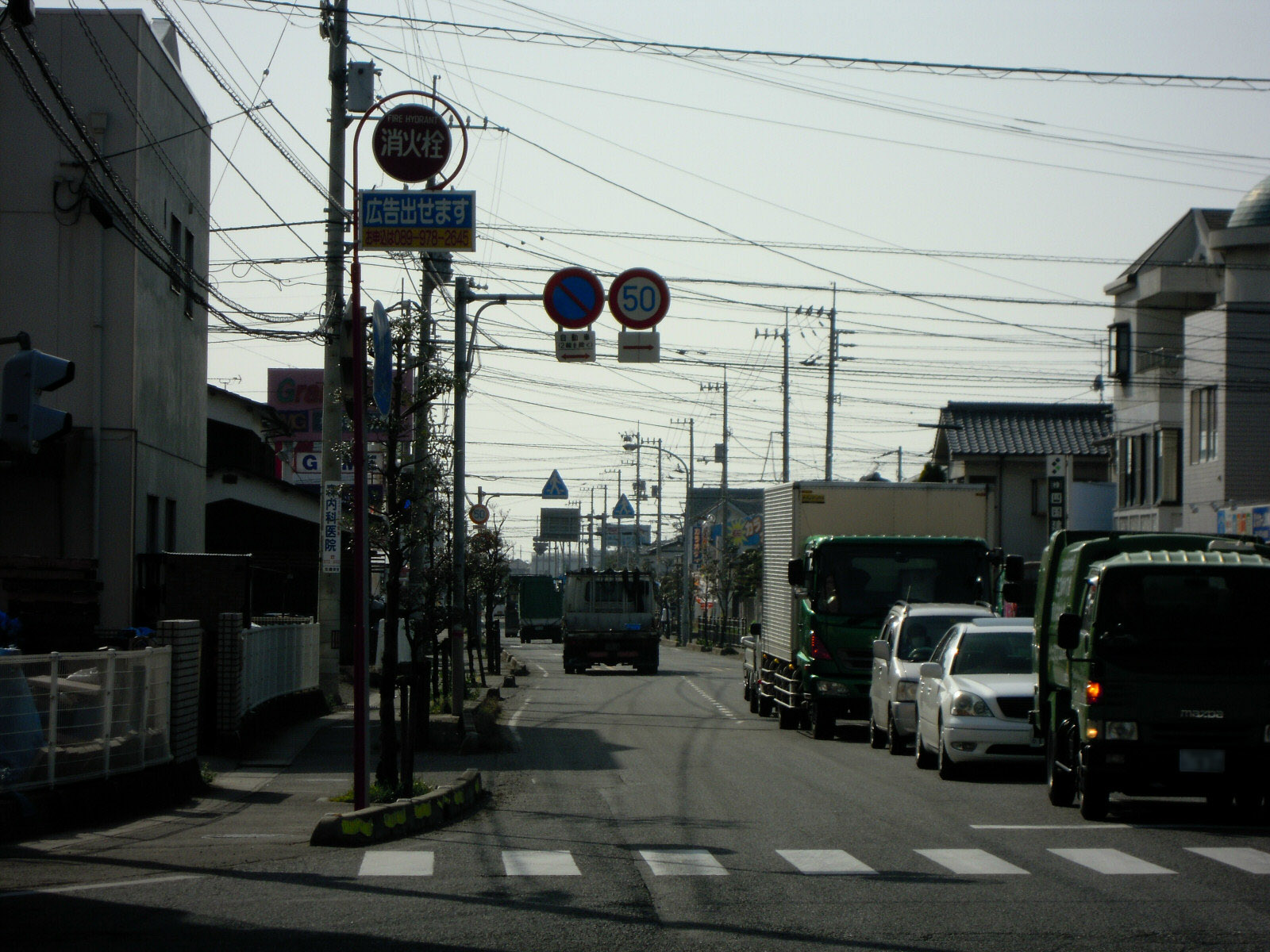
松山市余戸中の愛媛県道190号
2012年（平成24年）

愛媛県道190号久米垣生線（えひめけんどう190ごう くめはぶせん）は、愛媛県松山市を通る一般県道である。

## 概要
松山市の東部である南久米町から、松山市の西部である西垣生町に至る。

松山市を通る3本の旧一級国道（国道11号・国道33号・国道56号）全てと交差し、松山市の人口集中地帯である久米地区・石井地区・古川地区・余戸地区を通るため、全線にわたり交通量も多い。

1991年（平成3年）より事業化された松山外環状道路の側道のうち、愛媛県が管轄する箇所（県道）が当路線のバイパス道路として道路認定されており、交通量は増大している。

また、国道33号との交点である椿神社入口交差点から愛媛県道16号松山伊予線との交点までは、伊豫豆比古命神社（椿神社）の表参道及び裏参道となっており、例年旧暦の1月7日～9日の3日間行われる椿まつりの際には、祭り期間中当該区間が車両通行止めとなる。

### 路線データ
- 総延長：15.1 km
- 起点：愛媛県松山市南久米町（愛媛県道40号松山東部環状線交点）
- 終点：愛媛県松山市西垣生町（愛媛県道22号伊予松山港線交点）

## 歴史
- 1929年（昭和4年）8月20日 - 愛媛県告示第462号により、久米垣生線として県道に認定される[2]。
- 1958年（昭和33年）6月27日 - 愛媛県告示第566号により、本路線を整理番号83番として県道に再認定される[3]。
- 1972年（昭和47年）3月16日 - 愛媛県が愛媛県道190号久米垣生線として認定。

## 地理

### 通過する自治体
- 松山市

### 交差する道路
- 国道11号
- 国道33号
- 国道56号
- 国道56号松山外環状道路空港線
- 国道379号（国道33号との重複区間）
- 国道440号（国道33号との重複区間）
- 国道494号（国道11号との重複区間）
- 愛媛県道16号松山伊予線
- 愛媛県道22号伊予松山港線
- 愛媛県道40号松山東部環状線
- 愛媛県道326号松山松前伊予線

### 道路施設

#### 橋梁
- 来住高橋（小野川、松山市）
- 椿橋（松山市）
- 傍寺川橋（傍寺川、松山市）
- 市坪橋（小野川・石手川、松山市）

### 交差する鉄道
- JR四国 予讃線
- 伊予鉄道 郡中線

### 沿線
- 伊豫豆比古命神社（椿神社）
- JR四国予讃線 市坪駅
- 松山中央公園
  - 松山中央公園野球場（坊っちゃんスタジアム）
  - 松山中央公園プール（アクアパレットまつやま）
  - 松山競輪場（松山中央公園多目的競技場）
  - 愛媛県武道館
- 松山市立椿小学校
- 松山市立余土小学校
- 松山市立余土中学校
- 松山市役所 余土支所
- 伊予鉄道郡中線 余戸駅
- 松山空港